# 無駄
| ウィキペディアには「無駄」という見出しの百科事典記事はありません（タイトルに「無駄」を含むページの一覧/「無駄」で始まるページの一覧）。 代わりにウィクショナリーのページ「無駄」が役に立つかもしれません。 |